# Летунов, Максим Владимирович
Макси́м Влади́мирович Летуно́в (род. 20 февраля 1996, Москва, Россия) — российский хоккеист, центральный нападающий клуба КХЛ «Торпедо». Мастер спорта России (2024).

## Карьера
Начинал играть в школах ЦСКА и «Русь». В возрасте 15 лет вместе с родителями переехал в США, где начал выступать в американских школьных лигах (клубы «Альянс Бульдогс» и «Даллас Старз»). Своими выступлениями привлёк внимание представителей USHL, куда и отправился играть в сезоне 2013-14 за клуб «Янгстаун Фэнтомс». В том же 2013 году Максим был выбран на драфте КХЛ клубом «Салават Юлаев» (в 2019 году права на хоккеиста перешли к челябинскому «Трактору»).
На драфте НХЛ 2014 года Летунов был выбран во 2-м раунде под общим 52-м номером клубом «Сент-Луис Блюз».
После драфта поступил в Университет Коннектитута, где начал выступать за местную хоккейную команду в лиге NCAA. В первом же сезоне попал в сборную новичков лиги и вторую сборную всех звёзд NCAA.
2 марта 2015 года «Сент-Луис» обменял Летунова в клуб «Аризона Койотис» на выбор в 3-м раунде драфта.
20 июня 2016 года был обменян в «Сан-Хосе Шаркс» на драфт-пики.
4 февраля 2020 года Летунов дебютировал в НХЛ в матче против «Калгари Флэймз», став первым российским хоккеистом, прошедшим путь от студенческих лиг США до НХЛ. 6 февраля забил свой первый гол в НХЛ — в матче против «Эдмонтон Ойлерз».
12 сентября 2022 года подписал однолетний односторонний контакт с клубом КХЛ «Торпедо» Нижний Новгород.